# Iasna Poleana, Vasîlivka
Iasna Poleana (în ucraineană Ясна Поляна) este un sat în comuna Orleanske din raionul Vasîlivka, regiunea Zaporijjea, Ucraina.

## Demografie
Componența lingvistică a localității Iasna Poleana
     Ucraineană (85,23%)
     Rusă (14,77%)
Conform recensământului din 2001, majoritatea populației localității Iasna Poleana era vorbitoare de ucraineană (85,23%), existând în minoritate și vorbitori de rusă (14,77%).